# Quei ricordi là
Quei ricordi là è un singolo del cantautore italiano Olly e del produttore discografico italiano Jvli, pubblicato il 6 dicembre 2024 come quarto estratto dal secondo album in studio Tutta vita.

## Descrizione
Il brano, scritto dallo stesso cantautore, è prodotto da Julien Boverod, in arte Jvli, già incluso come quarta traccia dell'album Tutta vita, uscito il 25 ottobre 2024.

## Video musicale
Il video musicale, diretto da Giulio Rosati, è stato pubblicato in anteprima il 25 ottobre 2024 attraverso il canale YouTube di Olly.

## Tracce
Testi di Federico Olivieri, musiche di Federico Olivieri e Julien Boverod.
1. Quei ricordi là – 3:00

## Classifiche
| Classifica (2024) | Posizione massima |
| ----------------- | ----------------- |
| Italia            | 15                |